# Jorge Fontaine
Jorge Fontaine Aldunate (Viña del Mar, 1 de octubre de 1923- 15 de febrero de 2021) fue un empresario y dirigente gremial chileno cercano a la derecha, presidente de la Confederación de la Producción y del Comercio (CPC), la principal organización empresarial de su país, en dos ocasiones.

## Familia
Era hermano del fallecido abogado, periodista y ensayista Arturo Fontaine Aldunate, exembajador de su país en Argentina y Premio Nacional de Periodismo 1975 y del padre Pablo Fontainte, SSCC.

## Sus inicios
Estudió en los Padres Franceses de Valparaíso y Santiago. Tras egresar, la situación económica de su familia le impidió aspirar a la universidad, por lo que se incorporó de inmediato al mercado laboral.
Uno de sus primeros trabajos fue de auxiliar en las oficinas de la Compañía Manufacturera de Papeles y Cartones (después Empresas CMPC), donde más adelante ocupó cargos administrativos. Más tarde fue nombrado gerente de la sucursal en Santiago de la empresa multinacional Bunge y Born Ltda.
En la década de los '50 se incorporó al directorio de la Asociación de Exportadores de Chile, entidad en la que participó activamente durante varios años.

## Subsecretario de Minería y líder gremial
Su ingreso a la vida pública se produjo en 1958, cuando fue designado subsecretario de Minería por el presidente Jorge Alessandri, cargo que ocupó hasta 1960.
Cinco años después se desempeñó como presidente del ente privado Instituto Chileno de Administración Racional de Empresas (Icare).
En 1966 asumió como vicepresidente de la Sociedad de Fomento Fabril (Sofofa), para luego pasar a desarrollar su primera etapa como presidente de la CPC, que se extendió desde 1968 hasta 1974.
A fines de ese año fue designado director ejecutivo de ProChile por la dictadura militar del general Augusto Pinochet, correspondiéndole organizar y dirigir ese organismo desde su fundación.
En julio de 1982, en medio de una aguda recesión, asumió por segunda vez la presidencia de la CPC, permaneciendo esta vez por dos periodos, hasta 1986. En agosto de 1987 participó junto a otras personalidades y empresarios en la fundación del Gran Frente de Chile, partidario de la Dictadura militar.
Durante su carrera empresarial fue director del Banco de Chile, del Banco Bhif y de diversas empresas industriales y comerciales.

## Nota
1. ↑  Su periodo comprendió la crisis institucional que derivó en el golpe de Estado del 11 de septiembre de 1973. Sus vínculos con la derecha política lo trasnformaron en un importante opositor al Gobierno del socialista Salvador Allende.

| Predecesor: Sergio Silva Bascuñán  | Presidente de la Confederación de la Producción y del Comercio 1968 - 1974 | Sucesor: Manuel Valdés Valdés    |
| Predecesor: Domingo Arteaga Garcés | Presidente de la Confederación de la Producción y del Comercio 1982 - 1986 | Sucesor: Manuel Feliú Justiniano |

- Datos: Q5935086